# Фонс Салутис (Асти)
Фонс Салутис је насеље у Италији у округу Асти, региону Пијемонт.
Према процени из 2011. у насељу је живело 2 становника. Насеље се налази на надморској висини од 164 м.